# Noue (affluent de la Garonne)
Pour les articles homonymes, voir Noue.
La Noue est une rivière du Sud de la France qui coule dans le département de la Haute-Garonne, en région Occitanie. C'est un affluent direct de la Garonne en rive gauche.

## Géographie
Selon le Sandre, la Noue prend sa source vers 535 mètres d'altitude, dans la Haute-Garonne, au pied du plateau de Lannemezan, sur la commune de Franquevielle.
Elle prend la direction de l'est puis du nord-est et arrose les villages de Latoue et d'Aulon. Elle oblique vers l'est, baigne le village de Séglan puis bifurque vers le sud-est jusqu'au village de Mancioux.
Elle conflue en rive gauche de la Garonne, vers 270 mètres d'altitude, à l'est du village de Mancioux, juste après être passée sous le pont-canal du canal de Saint-Martory.
Sa longueur est de 44,2 kilomètres et son bassin versant s'étend sur 127 km2.

## Communes et cantons traversés
Dans le seul département de la Haute-Garonne, la Noue baigne dix-sept communes, et quatre cantons : 
- soit d'amont vers l'aval : Franquevielle (source), Les Tourreilles, Ponlat-Taillebourg, Loudet, Le Cuing, Bordes-de-Rivière, Saux-et-Pomarède, Saint-Ignan, Larcan, Latoue, Aulon, Saint-Élix-Séglan, Cazeneuve-Montaut, Bouzin, Auzas, Laffite-Toupière, Mancioux (confluence).

Soit en termes de cantons, la Noue prend source dans le canton de Montréjeau, traverse les canton de Saint-Gaudens, canton d'Aurignac, conflue dans le canton de Saint-Martory, le tout dans l'arrondissement de Saint-Gaudens.

## Affluents
La Noue compte trente-six (36) affluents répertoriés. Les deux principaux sont en rive droite :
- le Lanedon (rd), 10,8 km[5] et
- le  ruisseau de la Garrie (rd) 7,4 km[6].

## Hydrologie

### La Noue à Laffite-Toupière
Le débit de la Noue a été observé sur une période de 43 ans (1968-2011), à Laffite-Toupière, à 291 m d'altitude, localité située peu avant son confluent avec la Garonne. Le bassin versant de la rivière y est de 120 km2 soit la presque totalité de celui-ci.
Le module de la rivière à Laffite-Toupière est de 0,992 m3/s. 
La Noue présente des fluctuations saisonnières de débit bien marquées, avec une période de hautes eaux d'hiver-printemps caractérisée par un débit mensuel moyen évoluant dans une fourchette de 1,43 à 1,84 m3/s, de janvier à mai inclus (avec un maximum en février). Dès le mois de juin, le débit diminue rapidement ce qui mène à la période des basses eaux qui a lieu de juillet à octobre, avec une baisse du débit moyen mensuel allant jusqu'à 0,274 m3/s au mois de septembre, ce qui n'est pas extrêmement sévère pour un cours d'eau d'aussi petite taille. Cependant ces chiffres ne sont que des moyennes et les fluctuations de débit peuvent être plus importantes selon les années et sur des périodes plus courtes. 

### Étiage ou basses eaux
À l'étiage le VCN3 peut chuter jusque 0,079 m3/s, en cas de période quinquennale sèche, soit 79 litres par seconde, ce qui ne peut être qualifié de très sévère.

### Crues
Les crues peuvent être très importantes, surtout compte tenu de la taille assez modeste du bassin versant. Les QIX 2 et QIX 5 valent respectivement 32 et 50 m3/s. Le QIX 10 est de 63 m3/s, le QIX 20 de 75 m3/s, tandis que le QIX 50 se monte à 90 m3/s. 
Le débit instantané maximal enregistré à Laffite-Toupière durant cette période, a été de 116 m3/s le 20 février 1971, tandis que le débit journalier maximal enregistré était de 74,7 m3/s le 8 juillet 1977. Si l'on compare la première de ces valeurs à l'échelle des QIX de la rivière, on constate que cette crue était nettement plus importante que la crue cinquantennale définie par le QIX 50, et donc tout à fait exceptionnelle.

### Lame d'eau et débit spécifique
Au total, la Noue n'est pas une rivière fort abondante, un peu plus cependant que la plupart des autres cours d'eau de plaine du bassin de la Garonne. La lame d'eau écoulée dans son bassin versant est de 262 millimètres par an ce qui est nettement inférieur à la moyenne de la France entière tous bassins confondus (320 millimètres par an) et bien entendu à celle du bassin de la Garonne (384 millimètres par an). Le débit spécifique de la rivière (ou Qsp) atteint ainsi le chiffre de 8,3 litres par seconde et par kilomètre carré de bassin.

## Sites et monuments
- L'église d'Aulon[7]
- Le château de Latoue[8]
- Le château de Saint-Élix-Séglan[9]